# Jytkavitchy
Jytkavitchy (en biélorusse : Жыткавічы, en łacinka : Žytkavičy) ou Jitkovitchi (en russe : Житковичи ; en polonais : Żytkowicze) est une ville de la voblast de Gomel, en Biélorussie, et le centre administratif du raïon de Jytkavitchy. Sa population s'élevait à 16 019 habitants en 2017.

## Géographie
Jytkavitchy est située à 123 km de Mozyr et à 214 km à l'ouest de Gomel. La ville est située sur la route M13 et la ligne de chemin de fer Brest - Gomel.

## Histoire
Selon des documents, un village existait au XVe siècle à l'emplacement de l'actuelle ville de Jytkavitchy, et comptait une église orthodoxe de la Sainte-Trinité mais la première mention écrite de la ville date de 1500. Lors de la deuxième partition de la Pologne, en 1793, le village fut incorporé à l'Empire russe. La grand-route Mazyr – Davyd-Haradok passait par Jytkavitchy, où existait un relais de poste. De 1795 à 1924, Jytkavitchy fut un centre de volost. En 1886, une gare ferroviaire y fut ouverte. En 1900, Jytkavitchy comptait une communauté juive de 293 personnes, soit 24 % de la population totale de l'endroit.
De 1924 à 1937, Jytkavitchy fut un centre administratif d'ouïezd et de raïon. En 1938, Jytkavitchy accéda au statut de commune urbaine et comptait 4 300 habitants. Pendant la Seconde Guerre mondiale, elle fut occupée par l'Allemagne nazie du 18 juillet 1941 au 6 juillet 1944. Au cours des combats pour la libération de la ville, 139 soldats soviétiques furent tués. En 1971, Jytkavitchy reçut le statut de ville et annexa le village voisin de Dvorets. Les routes divisent la ville en trois parties. Les maisons sont principalement construites en bois et en pierre. De nombreux bâtiments à étages caractérisent les nouveaux quartiers d'Oziorni et Severni.

## Population

### Démographie
Recensements (*) ou estimations de la population :
| 1866 | 1897* | 1923* | 1926* | 1959* | 1970* | 1979*  |
| ---- | ----- | ----- | ----- | ----- | ----- | ------ |
| 644  | 1 200 | 2 421 | 2 881 | 6 730 | 7 879 | 11 175 |

| 1989*  | 1999*  | 2009*  | 2014   | 2015   | 2016   | 2017   |
| ------ | ------ | ------ | ------ | ------ | ------ | ------ |
| 15 518 | 17 100 | 15 893 | 15 904 | 15 850 | 15 933 | 16 019 |

### Nationalités
La population se compose de
- Biélorusses, 93,9 % ;
- Russes, 3,6 % ;
- Ukrainiens, 1,7 % ;
- Roms, 0,9 % ;
- Polonais, 0,1 %.

## Économie
L'économie de Jytkavitchy repose sur l'exploitation forestière, l'industrie agroalimentaire et la fabrication de moteurs.